# Большой Таштып
Большой Таштып — река центральной части Абаканского хребта, правый приток реки Таштып, которая образуется при слиянии с рекой Малый Таштып (бассейн реки Абакан).
Длина — 45 км. Протекает по территории Таштыпского района вдоль западной границы Республики Хакасия. Водосбор граничит с бассейном рек Малый Таштып и Кабырза (Кемеровская область). Бассейн вытянут с северо-запада на юго-восток. Залесенность бассейна — около 55 %. Исток находится на юго-восточном склоне г. Копче, устье — в 11 км северо-западнее с. Верхний Таштып. Абсолютная высота истока — ок. 1100 м, устья — 563 м.
Имеет около 45 притоков разной длины, в осн. правые. Наиболее крупные: pp. Непаха (8 км), Харасуг (8 км), Нахул (10 км). Река имеет горный характер течения и соотв. вод. режим: продолжительное весенне-летнее половодье; летние паводки, из которых более длительный (до 20 суток) связан с интенсивным таянием снегов, а несколько кратковременных (до 7 за сезон) — с периодами летних дождей; летне-осеннюю и зимнюю межень. Ср. многолетний модуль стока составляет 15 л/с⋅км². Общая минерализация воды — до 200—250 мг/л, гидрокарбонатно-кальциевая. Населённых пунктов в бассейне нет. Ихтиофауна: хариус, таймень, ленок, налим.